# Piz Roseg
Il Piz Roseg (pronuncia romancia [roˈzeːʨ]) è una montagna isolata del Massiccio del Bernina, che chiude la Val Roseg verso sud.

## Descrizione
La cima principale è alta 3937 m s.l.m. Una grande sella divide la cima dallo strato delle nevi perenni che arriva ai 3918 m A oriente, tra il Piz Roseg e il Piz Scerscen, si trova la Porta da Roseg a 3522 m. Lungo la via che conduce dallo spigolo tra la cima principale e la Porta da Roseg si passa per il Piccolo Roseg (o Roseg Pitschen) (3868 m).
I ghiacciai che si dipartono dal Piz Roseg sono tre:
- Il ghiacciaio Tschierva a nord
- Il Vadret da la Sella/ghiacciaio Roseg a occidente
- Il Vadret di Scerscen a sudest

Il confine tra Italia e Svizzera passa per la Porta da Roseg, a breve distanza della cima principale del Piz Roseg (sul Piccolo Roseg) e continua in direzione sud-ovest per lo Spigolo Sella.

## Ascensioni
- La Via normale, lunga ed impegnativa sale attraverso il versante sud-ovest per la spalla 3598 m e poi per la cresta nord-ovest alla cima principale. È la via normale più impegnativa del massiccio e la spalla la si può raggiungere dal Rifugio Marinelli Bombardieri, attraversando la vedretta di Scerscen superiore, passando per il Bivacco Parravicini (3183 m s.l.m.) per ghiacciaio e ripidi pendii, poi si supera una cresta di roccia rotta. È l'itinerario dei primi salitori A. Moore, H. Walker e M. Anderegg nel 1865.
- La Eselgrat è la cresta nord della cima ed è molto frequentata essendo l'accesso più comodo dalla Capanna Tschierva sul versante svizzero. La cresta è lunga 950 m e presenta passi di III e pendii di ghiaccio poco ripidi, è talvolta usata anche in discesa per rientrare sul lato svizzero. Percorsa la prima volta da H. Cordier, T. Middlemore, J. Jaun e K. Maurer nel 1876.
- Parete nord. È una parete famosa ed apprezzata percorsa da parecchi itinerari di cui uno è divenuto classico: la Diemberger-Schonthaler del 1958 all'antecima nord-ovest che sale lo sperone nevoso che scende più un basso nel ghiacciaio (680 m, 60° e III). Altre vie sono la classica Neruda-Klucker del 1890, l'altra via Diemberger-Schonthaler diretta alla cima e la Alippi-Bertone al Piccolo Roseg, raramente frequentate, più impegnative e pericolose per i grandi seracchi. Il 20 luglio 1958 Leone Pellicioli morì colpito da un fulmine al termine dell'ascensione di questa parete, mentre si trovava sulla vetta.
- Versante sud. Alcuni altri interessanti itinerari di salita al Roseg sono il Canalone Marinelli, aperto da Damiano Marilnelli, Hans Grass e Battista Pedranzini nel 1881 (Template:M700, AD) e la cresta sud-ovest, lungo itinerario in roccia aperto nel 1909 da G. L. e G. C. C. Steward con F. Summermatter e A. Simond, supera una cresta di 600 m con passi fino al IV.

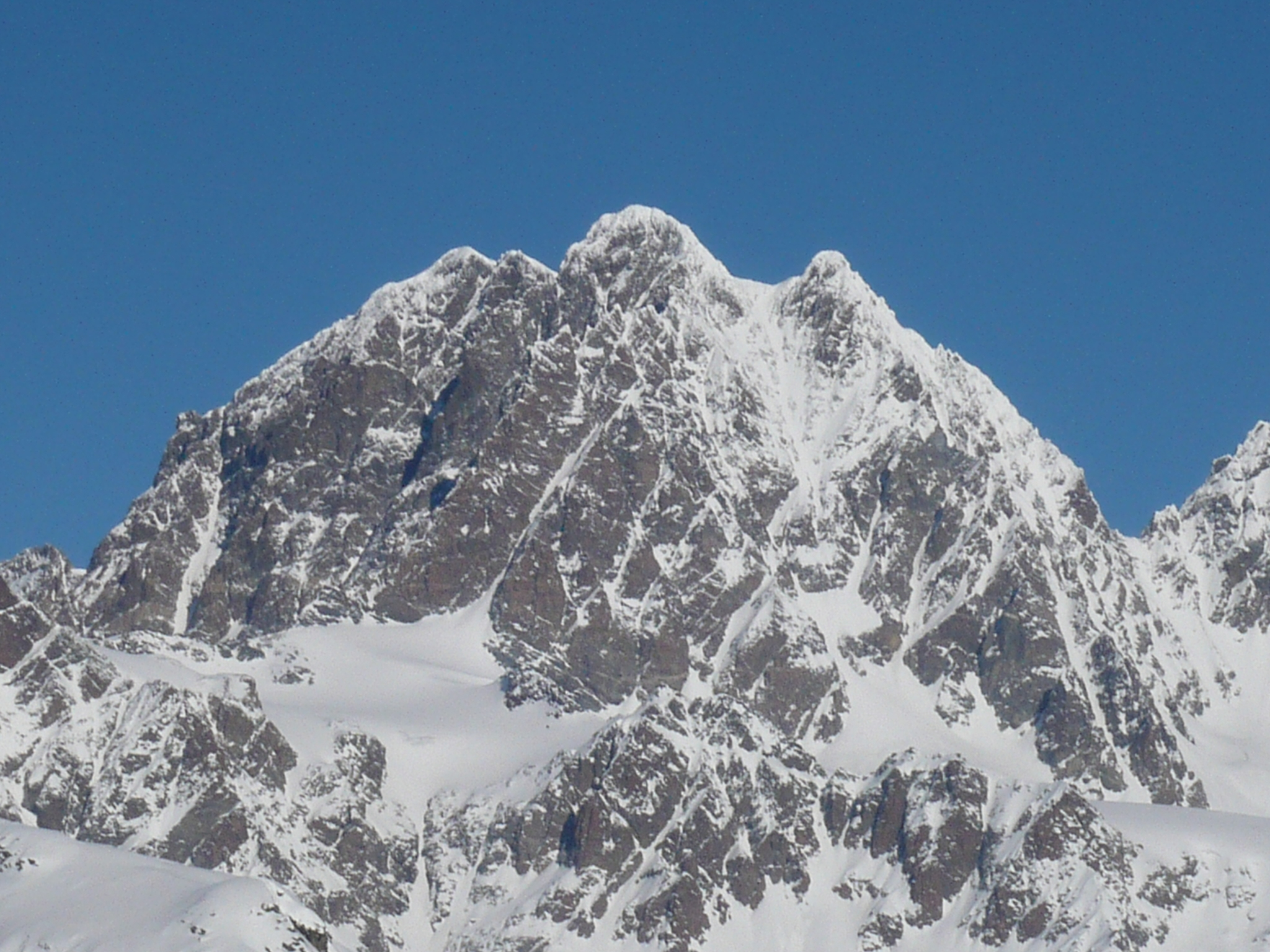
Pizzo Roseg visto da sud.
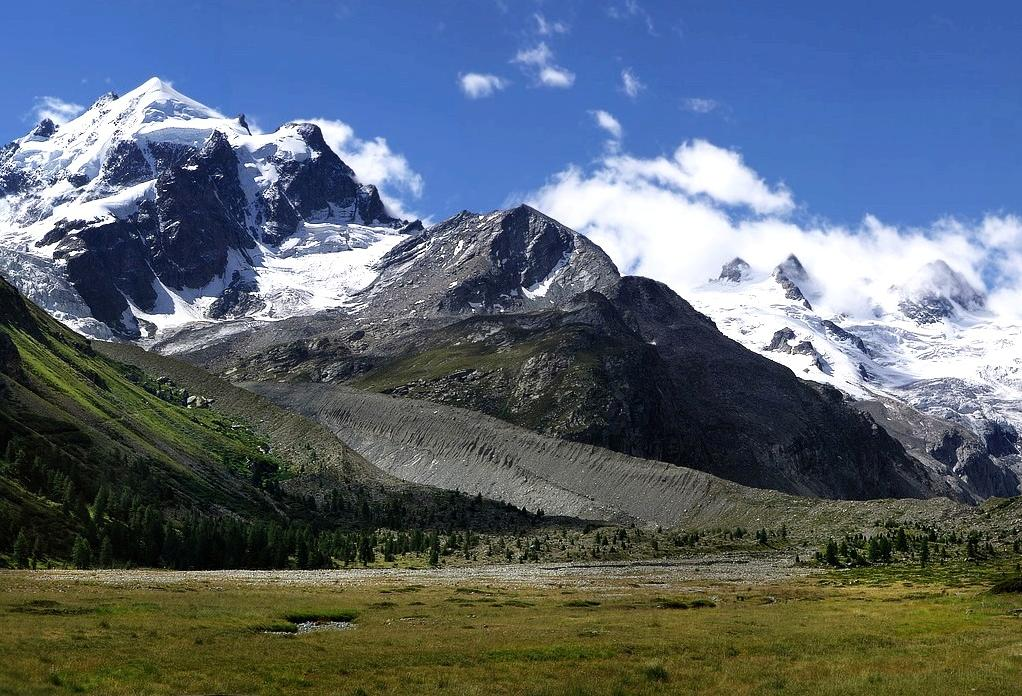
Il Piz Roseg